# Asarum sieboldii
Espèce
Synonymes
- Asarum heterotropoides var. seoulense (Nakai) Kitag.[1]
- Asarum mandshuricum f. seoulense (Nakai) M.Kim & S.So[1]
- Asarum sieboldii var. seoulense Nakai[1]
- Asarum versicolor (Yamaki) Y.N.Lee[1]
- Asiasarum heterotropoides f. glabratum C.S.Yook, J.G.Kim & J.Nam[1]
- Asiasarum koreanum J.G.Kim & C.S.Yook[1]
- Asiasarum sieboldii (Miq.) F.Maek.[1]

Asarum sieboldii, ou Asaret de Siebold, est une espèce de plantes à fleurs de la famille des Aristolochiaceae. C'est une plante herbacée vivace originaire d'Asie. 

## Noms vernaculaires
- Asaret de Siebold ou « Oreille d'Homme », dans le monde francophone[2] :
- Usubasaishin, au Japon[3],[4] ;
- Siebold's wild ginger ou simplement wild ginger, dans le monde anglophone[3].

## Distribution
Asarum sieboldii peuple les espaces forestiers de montagnes de l'Europe, des États-Unis et de l'Asie de l'Est,.

## Usage
Asarum sieboldii est utilisée comme plante officinale en médecine traditionnelle chinoise et médecine européenne,,.

## Liste des sous-espèces, des formes et variétés
Selon Catalogue of Life (12 août 2017) :
- variété Asarum sieboldii var. dimidiatum.

Selon NCBI (12 août 2017) :
- forme Asarum sieboldii' f. 'seoulense ;
- variété Asarum sieboldii var. cornutum ;
- variété Asarum sieboldii var. seoulense ;
- variété Asarum sieboldii var. sieboldii ;
  - forme Asarum sieboldii f. maculatum ;
  - forme Asarum sieboldii f. sieboldii.

Selon The Plant List (12 août 2017) :
- variété Asarum sieboldii var. dimidiatum (F.Maek.) T.Sugaw. ;
- variété Asarum sieboldii var. versicolor Yamaki.

Selon Tropicos (12 août 2017) :
- sous-espèce Asarum sieboldii subsp. heteropoides ;
- variété Asarum sieboldii var. cornutum Y.N. Lee ;
- variété Asarum sieboldii var. dimidiatum (F. Maek.) T.Sugaw. ;
- variété Asarum sieboldii var. mandshuricum Maxim. ;
- variété Asarum sieboldii var. seoulense Nakai ;
- variété Asarum sieboldii var. seoulensis Nakai ;
- variété Asarum sieboldii var. versicolor Yamaki ;
- variété Asarum sieboldii var. viridiluteolum Y.N. Lee.